# Ballymena Showgrounds
El Ballymena Showgrounds es un estadio de fútbol ubicado en la ciudad de Ballymena, Irlanda del Norte y actualmente es la sede de los equipos Ballymena United F.C. y Ballymena United Women F.C..

## Historia
El estadio fue construido en 1903 con capacidad para más de 4000 espectadores, fue renovado por primera vez en 1977 y actualmente cuenta con varias facilidades como un campo de hockey sobre hierba; y anteriormente tuvo una pista de carreras de autos hasta 2019 cuando las carreras dañaban la gramilla.